# لوكا كامباني
لوكا كامباني (بالإيطالية: Luca Campani)‏ مواليد 18 فبراير 1990 في مونتيكيو إميليا، إيطاليا، هو لاعب كرة سلة إيطالي بدأ مسيرته الاحترافية في سنة 2008 يلعب مع فريق بالاكانسترو فاريزي في ليغا باسكيت الدرجة الأولى ويحمل الرقم 12. يبلغ طوله 6 قدم 10 بوصة (2.1 م).

## فرق لعب لها
- بالاكانسترو ريجيانا
- بالاكانسترو فاريزي

## روابط خارجية
- لوكا كامباني على موقع الاتحاد الدولي لكرة السلة (الإنجليزية)
- لوكا كامباني على موقع كرة السلة الأوروبية.كوم (الإنجليزية)
- لوكا كامباني على موقع ريلجم (الإنجليزية)
- لوكا كامباني على موقع بروبوليرز (الإنجليزية)
- لوكا كامباني على موقع سبورتس رفرنس (الإنجليزية)